# Marcus Helbig
Marcus Helbig (27. prosinca 1971.), njemački međunarodni rukometni sudac.
Sudio na velikim športskim natjecanjima u paru s Larsom Geipelom. Sudio na svjetskim prvenstvima u rukometu u Švedskoj 2011., Španjolskoj 2013., Kataru 2015. godine i Francuskoj 2017. godine. 
Sudio na europskim prvenstvima u Srbiji 2012., Danskoj 2014., Poljskoj 2016. i Hrvatskoj 2018. godine.
Sudio na Olimpijskim igrama 2016. u Rio de Janeiru.